# Збогом, Лењине!
Збогом, Лењине! је немачки филм из 2003. године, жанровски одређен као трагикомедија. Режирао га је Волфганг Бекер, а главне улоге тумаче Данијел Брил, Катрин Сас, Чулпан Хаматова и Марија Симон. Већина сцена је снимљена на Алеји Карла Маркса у Берлину, и у околини Платенбауа и Александерплаца.
Филм је добио многе позитивне оцене, а на сајту Ротен Томатес има рејтинг 90%.

## Радња
У прологу, Алекс Кернер (Данијел Брил) се сећа када је као дете 1978. године био поносан заједно са својим сународницима када је први човек из Источне Немачке, Сигмунд Јен, отишао у свемир.
Остатак филма је смештен у Источном Берлину, а радња траје од октобра 1989. до уједињења Немачке годину дана касније. Алекс живи са својом сестром Аријаном (Марија Симон), мајком Кристијаном (Катрин Сас), и Аријанином малом кћерком Паулом. Њихов отац је побегао на Запад 1978, и напустио породицу. У његовом одсуству, Кристијана постаје ватрени идеалиста и подржава владајућу Партију социјалистичког јединства Немачке. Алекс учествује у анти-владиним демонстрацијама, где случајно среће девојку, али их раздваја полиција пре него су се могли упознати. Када Кристијана, која је случајно пролазила, види да је Алекс ухапшен, преживљава срчани напад и пада у кому. Полиција не дозвољава Александру да помогне мајци и шаљу га у притвор али касније бива пуштен на слободу и одлази у болницу да је посети.
Док је био у посети мајци, Алекс поново среће девојку са демонстрација, и сазнаје да се зове Лара (Чулпан Хаматова). Она је млада медицинска сестра из Совјетског Савеза која се тренутно брине о његовој мајци. Алекс бива очаран њоме и пита је да изађу. Ускоро се почињу чешће виђати и постају веома блиски.
Убрзо након тога десио се пад Белинског зида. Капитализам долази у Источни Берлин и Алекс губи посао. Након тога на лутрији „осваја“ посао у инсталирању сателитских тањира са момком из Западног Берлина Денисом Домаскеом (Флоријан Лукас). Денис је надахнути филмаџија с којим се Алекс брзо спријатељава. У међувремену Аријана напушта факултет и добија посао у Бургер Кингу. Након осам месеци, Кристијана се буди, али озбиљно ослабљена и физички и ментално. Њен доктор тврди да би било какав шок могао узроковати други, веорватно фатални, срчани напад. Алекс схвата да би откриће скорих догађаја могло много да утиче на њу, и настоји да одржи илузију да су ствари исте као у ДДР-у.
Да би тај план успео, он, Аријана и Лара враћају западни китњасти декор на једнолично уређену спаваћу собу њихове мајке. Кристијана лежи у кревету непокретна. Њена деца, Алекс и Аријана је облаче у њену стару одећу, и хране је новим западним производима упакованим у стару источну амбалажу. Њихова обмана је савршена, али ствари постају све компликованије. Кристијана виђа чудне ствари, као на пример огромну рекламу Кока-коле окачену на зграду прекопута. Уз Денисову помоћ, Алекс проналази старе траке телевизијског програма Источне Немачке и ствара лажне извештаје на ТВ-у (касете су пуштане са скривеног видео-уређаја у суседној соби) и тиме објашњава све сумњиве догађаје. Пошто су старе вести биле прилично предвидљиве, а Кристијанино сећање мутно, она је била у почетку преварена.
Ипак, једног дана она скупи снагу и излази прошетати напоље док је Алекс спавао. Она види да је стари комшијски намештај нагомилан на улици уз контејнере, али рекламе западних компанија. Такође види да је стара статуа Лењина однесена хеликоптером Ми-8. Међутим, Алекс и Аријана је брзо проналазе, воде кући, и навече приказују лажни извештај да је Источна Немачка прихватила избеглице са Запада, које су дошле због тамошње тешке економске кризе. Кристијана, иако у почетку скептична, на крају прихвата да би као добри социјалисти, и они требало да отворе врата новим придошлицама. По Кристијаниној жељи, породица одлучује да оде на дачу.
Док су били тамо са Ларом и Аријаниним новим момком са Запада, Рајнером (Александер Бејер), Кристијана одлучује да каже своју тајну; њен муж је побегао на Запад јер га је Партија угњетавала, а план је био да му се остатак породице придружи у Западном Берлину. Међутим, Кристијана је бојећи се да би јој влада могла одузети Алекса и Аријану у случају да ствари крену лоше, ипак одлучује од остане на Истоку. 
Кристијани позли након тога и убрзо бива пребачена у болницу. Након што је срео свог оца Роберта (Бургхарт Клауснер), након много година, Алекс га убеђује да поново посети Кристијану. Под притиском да открије истину о паду зида, Алекс прави последње лажне вести, убеђујући таксисту за којег верује да је Сигмунд Јен да глуми новог председника Источне Немачке и да одржи говор у којем обећава да ће направити бољу будућност укључујући притом отварање граница ка Западу. Међутим, Алекс не зна да је Кристијана то већ сазнала од Ларе раније истог дана. Она му не говори да је већ сазнала шта се десило у претходних пар месеци.
Кристијана умире мирно два дана касније: она надживљава ДДР, који се три дана раније интегрисао у целовиту Немачку. Алекс, Аријана, Лара и Денис распршују њен пепео у ветар (иако је то противзаконито и у Источној и у Западној Немачкој) користећи стару играчку-ракету коју је Алекс направио као мали заједно са оцем.

## Награде
Европске филмске награде
- Најбољи глумац - освојио
- Најбољи филм - освојио
- Најбољи сценарио - освојиоBest Actor (Brühl, won)

БАФТА
- Најбољи филм у не-енглесдком говорном подручју - номинован

Награда Златни глобус
- Најбољи страни филм - номинован

Награда Гоја
- Најбољи европски филм - освојио

Награда Цезар
- Награда за најбољи филм из Европске уније - освојио